# Jean-Frédéric d'Ostervald
Ne doit pas être confondu avec Jean-Frédéric Ostervald.
Jean-Frédéric d'Ostervald, né le 13 mai 1773 à Neuchâtel et décédé le 10 janvier 1850 à Colombier, est un cartographe, éditeur et homme politique neuchâtelois.

## Biographie
Jean-Frédéric d'Ostervald est le fils du conseiller d'État Ferdinand d'Ostervald, le petit-fils du conseiller d'État Samuel Ostervald et l'arrière-petit-fils du théologien Jean-Frédéric Ostervald. Il est scolarisé à Neuchâtel, puis effectue des études commerciales à Francfort et à Paris. 
À son retour à Neuchâtel, il devient maire de Travers, membre de la cour des comptes, puis dès 1796 commissaire général adjoint de Georges de Rougemont et, de 1800 à 1810, commissaire général de la principauté de Neuchâtel,. Le commissaire général est chargé de conserver les titres liés aux revenus de l'État et de maintenir les frontières neuchâteloises et de ses juridictions et domaines. Pour ce faire, il propose la réalisation d'un cadastre, mais ce projet est rejeté en raison de son coût. Il réalise alors une carte de la principauté entre 1801 et 1806 à l'échelle 1:96'000 et en publie une version complétée en 1837,. Il reçoit dans cette entreprise les conseils du professeur bernois Johann Georg Tralles.
Il quitte Neuchâtel après 1810 et travaille pour son frère en Normandie, puis s'installe à Paris comme éditeur où il publie des livres d'art,. À son retour dans la principauté, il réalise  entre 1838 et 1845 à la demande des autorités une triangulation du territoire et une nouvelle carte, cette fois-ci à l'échelle 1:25'000,. Cette carte sera ensuite utilisée à la fois pour l'établissement du cadastre du canton et pour la réalisation de la carte Dufour. À la fin de sa vie, il réalise une carte de la Suisse et des régions frontalières publiée peu après sa mort,.
Dernier représentant masculin de sa famille, il meurt le 10 janvier 1850.

## Hommages
La ville de Neuchâtel a nommé, sur proposition de la Société neuchâteloise des sciences naturelles, l'un de ses quais en son honneur.